# مصنع بروكمان
بروكمان هو مصنع نسيج يقع في بالفانيرا ، بوينس آيرس ، الأرجنتين (خوخوي 554). يخضع حاليًا لإدارة تعاونية عُمالية تُسمى «18 ديسمبر»، وهو من أشهر «المصانع المُستردة » في البلاد.

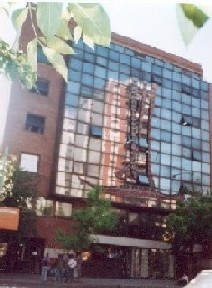
مصنع بروكمان

## خلفية
عانى مصنع بروكمان من آثار الكساد الكبير الذي ضرب الأرجنتين بين عامي 1998 و2002م ، والذي بدا جليًا كركود اقتصادي عام 1998م. منذ عام 1995م، انكمش العمل، وسرّح بروكمان أكثر من نصف موظفيه البالغ عددهم 300 موظف. انخفضت المبيعات وتراكمت الديون. انخفضت رواتب العمال لدرجة أنهم لم يتمكنوا من دفع أجرة المواصلات للوصول إلى العمل يوميًا. كما انتشرت شائعات بأن المالكين يستعدون لإغلاق المصنع.

## الاستحواذ

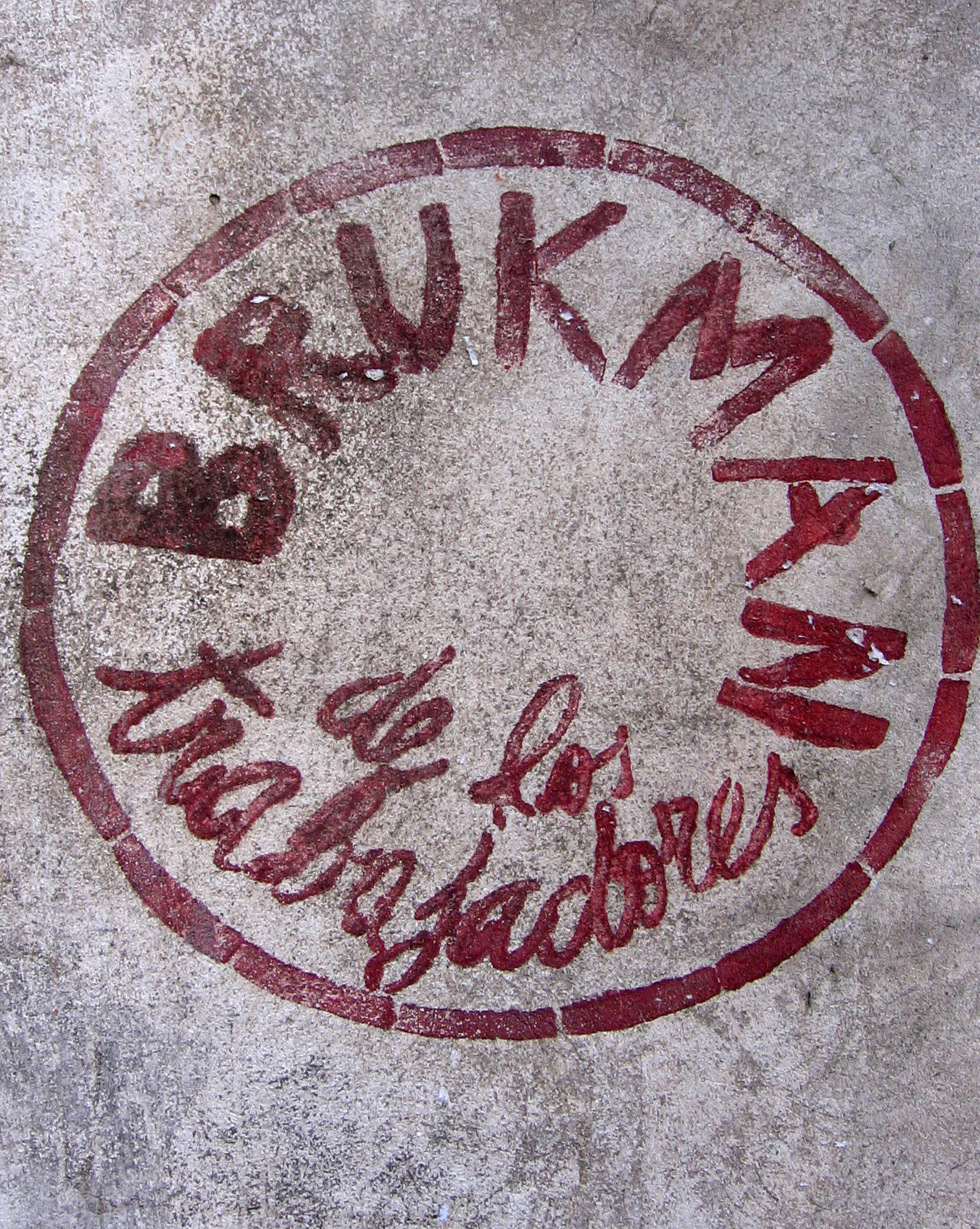
جرافيتي قرب المصنع. كُتب عليه: «بروكمان ملكٌ للعمال».

في 18 ديسمبر/كانون الأول 2001م، اجتمع حوالي خمسين شخصًا (معظمهم من النساء) في المصنع وطالبوا بمنحهم بدل سفر، لمجرد الحفاظ على وظائفهم. وعد الأخوان بروكمان، مالكا المصنع، بإحضار المال وغادرا. قرر العمال البقاء، وطلبوا المفاتيح من البواب، وقضوا الليلة في المصنع. كانت فكرتهم احتلال المبنى والتفاوض. لكن المالكين لم يعودوا أبدًا، فعادوا إلى العمل بمفردهم. بمرور الوقت، اكتسب المصنع عملاء جدد وتمكن من سداد الديون. اتفق العمال، الذين نظموا أنفسهم في جمعية، على أجر عادل لأنفسهم. وبعد أشهر، تمكنوا من رفع رواتبهم وتوظيف عشرة موظفين آخرين.
حاول أصحاب المبنى إخلاء العمال عدة مرات. وكان آخر أمر إخلاء صادرًا عن القاضي «خورخي ريموندي». في منتصف ليل 18 أبريل/نيسان 2003م، نجح أكثر من 300 جندي مشاة من الشرطة الفيدرالية الأرجنتينية وحوالي 30 مدنيًا في إخلاء العمال. وبعد ساعات قليلة، وقبل الفجر، كان 3,000 متظاهر قد تجمعوا حول بروكمان لدعم العمال، بمن فيهم أعضاء المجلس المحلي. والتقى مشرعون ومسؤولون آخرون، بالإضافة إلى منظمات حقوق الإنسان، بالقاضي ريموندي، لكن القرار لم يُلغَ.
في 19 أبريل/نيسان، أغلق عمال مصنع «زانون للسيراميك» (وهو أيضًا مصنع مُعاد تأهيله) في نيوكوين ، برفقة نشطاء محليين، الطريق السريع 22 احتجاجًا تضامنًا مع عمال بروكمان. وتلقى عمال بروكمان دعمًا من جهات أخرى عديدة، فأقاموا مخيمًا أمام المصنع. في 21 أبريل/نيسان، هاجمت شرطة مقاطعة بوينس آيرس المتظاهرين الذين جاؤوا للاحتجاج على الطرد ؛ ما أسفر عن إصابة 20 شخصًا واعتقال 100 آخرين. وفي النهاية، استعاد العمال السيطرة على المصنع، ولا يزال يعمل كتعاونية.